# Ciclone Ava
O ciclone tropical Ava foi um forte ciclone tropical que trouxe impactos devastadores para partes do leste de Madagáscar em janeiro de 2018. A primeira depressão tropical, primeira tempestade nomeada e primeiro ciclone tropical da temporada de ciclones do Sudoeste do Oceano Índico de 2017-18, Ava formou-se como uma área fraca de clima perturbado bem a nordeste de São Brandon em 27 de dezembro. Monitorado pelo Météo-France La Réunion (MFR), o distúrbio derivou para sudoeste, antes de se intensificar para uma tempestade tropical moderada em 3 de janeiro. Ava derivou para o sul depois com pouca mudança de força; então, entre as condições favoráveis perto da costa de Madagáscar, Ava intensificou-se rapidamente para a intensidade de um ciclone tropical no início de 5 de janeiro, pouco antes de atingir a costa leste de Madagáscar. Após o desembarque, Ava atingiu a região com chuvas e inundações, à medida que se enfraquece em uma tempestade tropical moderada. Ava saiu da massa de terra em 7 de janeiro e tornou-se pós-tropical a sudeste do sul de Madagáscar em 9 de janeiro, vagando lentamente para o sul como uma baixa vigorosa antes de fazer a transição para um ciclone extratropical um dia depois. O ciclone extratropical saiu da bacia em 11 de janeiro.
O impacto catastrófico de Ava causou pelo menos 51 mortes confirmadas no país, enquanto outras 22 eram suspeitas de terem morrido. Ava causou pelo menos US$ 195 milhões ( USD 2018) ou 744 mil milhões de danos, que também foram causados pelos impactos das monções sazonais que já trouxeram períodos de chuva forte e inundações repentinas em partes do país. O ciclone impactou significativamente a capital de Madagascar, Antananarivo, e destruiu grande parte da infraestrutura da cidade.

## História meteorológica
Em 21 de dezembro, a MFR começou a notar o potencial de atividade ciclônica sobre a bacia devido a um aumento emergente da atividade de tempestade perto de três centros de circulação fraca localizados dentro da bacia, no entanto, as condições foram consideradas apenas marginalmente favoráveis devido ao ar seco e à aproximação de uma região superior. nivelado a leste. Em 25 de dezembro, uma circulação no sentido horário mal definida com atividade convectiva mínima desenvolvida ao sul de Diego Garcia. Esperava-se que as condições se tornassem cada vez mais favoráveis para algum grau de ciclogênese tropical à medida que um padrão ativo de oscilação Madden-Julian (MJO) se estabelecesse sobre a bacia e a convergência de baixo nível aumentasse no lado norte do sistema. A atividade das trovoadas aumentou em torno do sistema em 26 de dezembro, embora de forma irregular como resultado do ciclo diurno, e o centro tornou-se gradualmente mais definido. Isso permitiu que MFR designasse o sistema Zona de Tempo Perturbado 01 no início de 27 de dezembro, embora operacionalmente não até 29 de dezembro. A organização permaneceu lenta para os próximos dias devido ao centro alongado do sistema e às condições apenas ligeiramente favoráveis. Mais tarde, a convecção profunda começou a persistir perto da circulação. Além disso, observações terrestres da Ilha Tromelin indicaram que o centro de baixo nível do sistema estava se tornando mais bem definido e atendeu aos critérios para ser designado como um distúrbio tropical às 06:00 UTC de 2 de janeiro. Outras observações dos dados do scatterometer sugeriram que o centro do sistema não era mais alongado e o sistema foi atualizado para uma depressão tropical no dia seguinte. As condições foram consideradas relativamente favoráveis para intensificação rápida devido ao cisalhamento do vento insignificante e forte convergência de baixo nível para os polos e para o equador. Na época, a perturbação estava sendo direcionada lentamente para sudoeste em direção à costa malgaxe por uma cordilheira subtropical situada sobre a parte central da bacia.
Uma passagem do Advanced Scatterometer (ASCAT) no início de 3 de janeiro revelou uma grande faixa de 65 km/h (40 mph) ventos no lado norte da circulação da depressão, garantindo uma atualização de MFR para Tempestade tropical moderada Ava por volta das 06:00 UTC daquele dia, cerca de 300 km (190 mi) a leste de Antalaha. O Joint Typhoon Warning Center (JTWC) também começou a iniciar alertas sobre a tempestade tropical nessa época. O movimento da tempestade começou a desacelerar neste ponto, pois uma área de baixa pressão ao sul de Madagáscar enfraqueceu o fluxo de direção do cume que direciona Ava. Agora movendo-se em uma direção mais ao sul, Ava mudou pouco em intensidade ao longo do dia com sua circulação exposta, mas o cisalhamento do vento logo deveria relaxar. No dia seguinte, o cume de fortalecimento começou a empurrar Ava oeste-sudoeste para um ambiente mais favorável e, assim, Ava começou a se intensificar quando uma explosão de convecção profunda ocorreu perto do centro. A tempestade intensificou-se rapidamente de uma tempestade tropical moderada para uma tempestade tropical severa, enquanto o JTWC atualizou o sistema para o equivalente a um furacão de categoria 1 de baixa intensidade quando um denso nublado central floresceu. Continuando a se intensificar rapidamente em 5 de janeiro, o Ava inesperadamente se intensificou ainda mais para um ciclone tropical, enquanto o JTWC atualizou o Ava para o equivalente a um furacão de categoria 2 de ponta com ventos de 175 km/h (109 mph) como um olho bem definido surgiu cercado por um anel de intensas trovoadas. Ava atingiu seu pico de intensidade com ventos sustentados de 10 minutos de 155 km/h (96 mph) seis horas depois apenas cerca de 35 km (22 mi) longe da costa de Madagáscar.
Ava atingiu Toamasina por volta das 16:00 UTC do mesmo dia no pico de intensidade, antes de enfraquecer rapidamente para o equivalente a uma tempestade tropical quando o olho e a parede do olho colapsaram. Ava vagarosamente serpenteava para o sul através do leste de Madagáscar como uma tempestade tropical fraca ao longo de 6 de janeiro. Sob a influência de outro vale de nível superior, Ava mudou-se para o leste enquanto se movia de volta sobre o mar e saiu da massa de terra malgaxe no início de 7 de janeiro. Ava começou um breve período de re-intensificação à medida que se afastava para o sul-sudeste de Madagáscar, enquanto as condições permaneciam ligeiramente favoráveis, e a pós-análise mostrou que ainda se aprofundava para uma pressão de 988 hPa (29,17 inHg). Um dia depois, o aumento do cisalhamento sudoeste começou a enfraquecer a tempestade novamente e deslocar a atividade da tempestade para longe do centro, enquanto o conteúdo de calor do oceano se tornou insuficiente. O JTWC emitiu seu aviso final sobre Ava logo depois. Ava fez uma pequena curva para sudeste antes de ser declarada uma depressão pós-tropical pela MFR 12 horas depois, em 9 de janeiro. Seis horas depois, o MFR emitiu seu aviso final sobre o Ava quando ele começou a fazer a transição para um ciclone extratropical. No dia seguinte, Ava completou a transição para um ciclone extratropical enquanto se movia rapidamente para sudeste, e em 11 de janeiro o ciclone extratropical havia se deslocado da bacia.

## Impacto

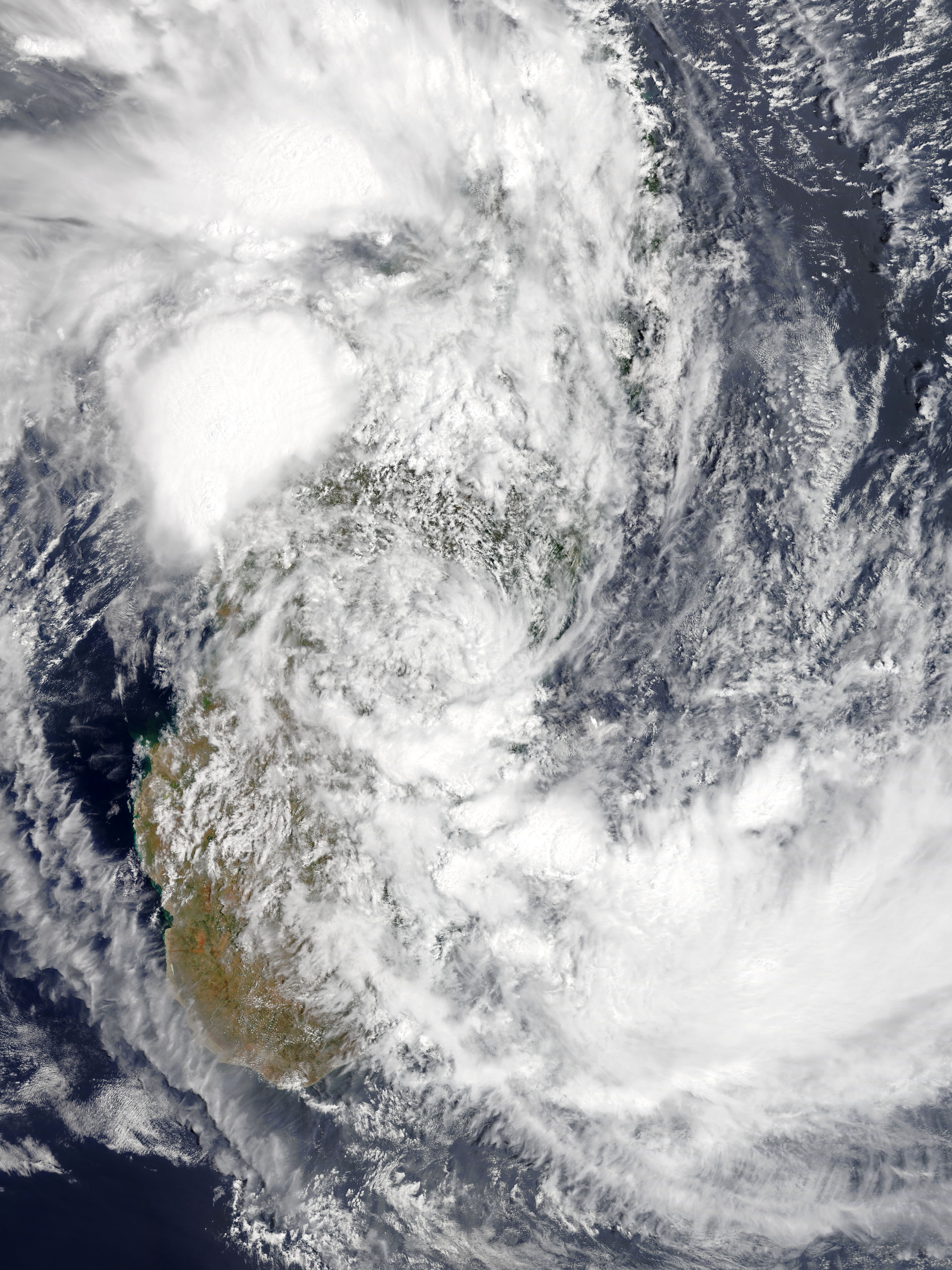
Ava no interior sobre Madagascar em 6 de janeiro

A baixa precursora do sistema passou sobre a ilha desabitada de Tromelin, embora nenhuma rajada de vento tenha sido registada na ilha. Em Saint-Denis, Reunião, Ava causou 50 mm (1,96 polegada) de chuva. Enquanto isso, nas Maurícias, 200 mm (7,87) polegadas de chuva foram recebidas em algumas regiões e essas chuvas causaram inundações que prejudicaram a agricultura local.
À medida que Ava se movia em direção a Madagáscar, Meteo Madagascar emitiu um alerta vermelho para a costa centro-leste do país, aconselhando as pessoas a ficarem vigilantes e obedecerem às autoridades locais. Pouco antes de atingir Madagáscar, uma estação em Toamasina registrou ventos sustentados de 120 km/h (75 mph) com pressão de 966,5 hPa (28,54 inHg) antes de ser obstruída, concordando com o consenso de intensidade. A passagem do Ava deixou 51 mortos e 22 desaparecidos no país. Estima-se que os impactos causados pela Ava combinados com a monção sazonal tenham causado pelo menos US$ 195 milhões em perdas totais. Isso foi medido para ter impactado pelo menos 2,9% do PIB total do país medido a partir de 2017. Cerca de 51.000 moradores do país ficaram desabrigados após a saída da tempestade. 19 unidades de saúde foram destruídas pela tempestade, enquanto 141 escolas foram afetadas, incluindo 77 salas de aula dessas escolas que se transformaram em abrigos para pessoas deslocadas. 24.873 pessoas foram deslocadas pela tempestade e expulsaram 34.641 alunos da escola. Entre as áreas mais atingidas no país estava a capital Antananarivo, onde muitos deslizamentos de terra e inundações causaram a evacuação de centenas de pessoas. A cidade de Toamasina também foi fortemente impactada e mais de 90% da infraestrutura da cidade portuária foi destruída. Cidades que já haviam sido impactadas pelo ciclone Enawo 10 meses antes foram impactadas pelo Ava. A mina Ambatovy, uma das maiores fontes de níquel do mundo e localizada em uma floresta tropical de cerca de 200 km (124 milhas) de distância da cidade foi encerrada de operação devido a danos consideráveis às instalações e equipamentos. Uma barragem em Soavina, Betafo foi rompida e as inundações destruíram cerca de 30% de todas as colheitas na região de Vakinankaratra. Excepcionalmente, uma nova espécie de sapo Rhombophryne conhecida como Rhombophryne ellae foi descoberta durante o ciclone – presumivelmente porque foi forçada a sair de seu habitat natural.
Eventualmente, a Tempestade tropical severa Eliakim impactou as mesmas áreas em março novamente. A resposta ao Ava começou em março ao mesmo tempo após o impacto de Eliakim no país por causa dos efeitos persistentes do impacto do Enawo e, portanto, as equipes de resposta estavam respondendo a ambos os ciclones tropicais. Liderados pelo Fundo das Nações Unidas para a Infância, doadores de todo o país arrecadaram cerca de US$ 1 milhão (2018 USD) para financiar os esforços de ajuda para atender às necessidades de crianças e suas famílias afetadas por ambos os ciclones tropicais. O Fundo das Nações Unidas para a Infância também forneceu suprimentos médicos, kits educacionais, produtos nutricionais, produtos de higiene e desinfeção de poços para pessoas nessas regiões impactadas.